# ГЕС Vinje
ГЕС Vinje (Токке ІІ) — гідроелектростанція на півдні Норвегії, за 140 км на північний схід від Ставангеру та за півтори сотні кілометрів на захід від Осло. Знаходячись між ГЕС Сонга та ГЕС Kjela з одного боку та ГЕС Токке з іншого, входить до складу гідровузла, створеного в озерно-річковій системі, нижнім елементом якої є річка Skienselva (впадає в Frierfjorden, продовження Langesundsfjord, з'єднаного через протоку Langesund зі Скагерраком).

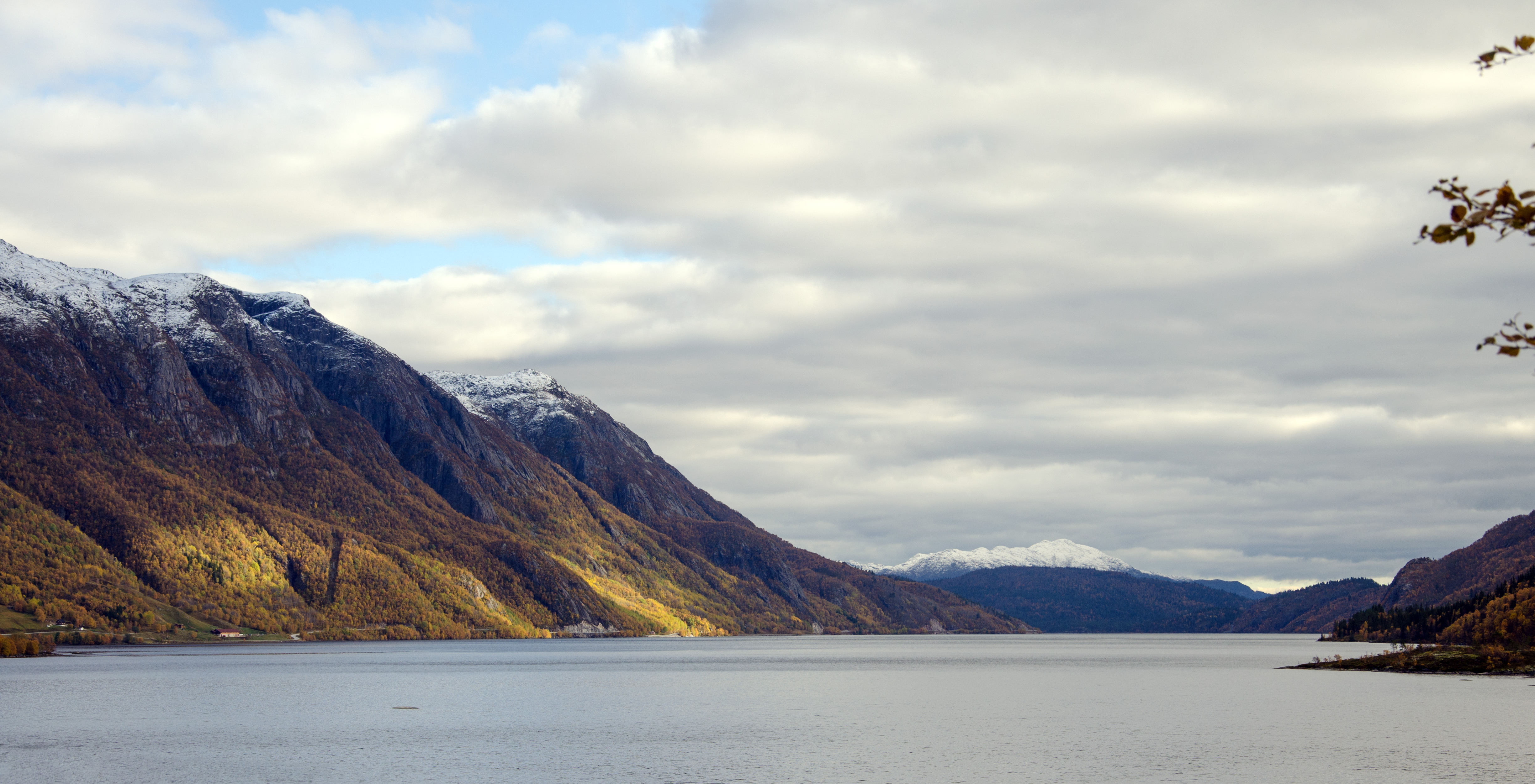
Озеро Тотак

Станція використовує ресурс із водосховища Тотак, котре у гідрографічній мережі Skienselva є складовою частиною головної артерії, на якій далі йдуть річка Токке, озеро Бандак, річка Straumen  та озеро Norsjo (з останнього і бере початок Skienselva). За допомогою двох гребель Vågi та Kolos тут утворили водойму з площею поверхні 37 км2 та об'ємом 2360 млн м3. Враховуючи припустиме коливання рівня поверхні між позначками 680 та 687 метрів НРМ, корисний об'єм Тотак становить 258 млн м3. З урахуванням же розташованих вище за схемою гідровузла сховищ на ГЕС Vinje працює об'єм у 1586 млн м3.
Відпрацьована на ГЕС Сонга вода одразу потрапляє до Тотак, тоді як від ГЕС Kjela спорудили дериваційну трасу, що починається із малого сховища Raushyl на річці Kjela (після озера Tveitevatnet носить назву Smorkleppai та в підсумку впадає праворуч до Токке). Це дозволяє захопити додатковий ресурс, який надійшов у Kjela після розташованого в її верхній течії водозабору  ГЕС Kjela. Далі по тунелю довжиною 6 км з перетином 27 м2 ресурс перекидається у водосховище Венемо, створене на лівій притоці Kjela річці Бора (із її верхньої течії також вже здійснювався забір для ГЕС Kjela). Венемо утримує кам'яно-накидна гребля з асфальтовим облицюванням висотою 64 метри та довжиною 240 метрів. Об'єм сховища становить 23 млн м3, а рівень поверхні коливається між 680 та 703 метрами НРМ. Від Венемо до Тотак прямує тунель довжиною 8,5 км з перетином 27 м2.
Із Тотак в південному напрямку прокладено тунель довжиною 2,3 км з перетином 70 м2, який виходить у водосховище Vamarvatn, котре має коливання рівня поверхні від 677 до 687 метрів НРМ та створене за допомогою бетонної гравітаційної греблі на лівій притоці згаданої вище Smorkleppai. З Vamarvatn напірний тунель довжиною 2,3 км з перетином 90 м2 веде до машинного залу, розташованого поблизу північного берегу створеного на Smorkleppai водосховища Vinjevatn. На завершальному етапі тунель сполучений з підземною балансувальною камерою після чого починаються три похилі напірні шахти діаметром по 3,4 метра.
Споруджений у підземному виконанні зал має розміри 80х21 метр при висоті 31 метр, а доступ персоналу до нього здійснюється через тунель довжиною 0,95 км з перетином 50 м2. Основне обладнання станції становлять три турбіни типу Френсіс потужністю по 100 МВт, які при напорі у 295 метрів забезпечують виробництво 1 млрд кВт-год електроенергії на рік.
Відпрацьована вода відводиться до сховища Vinjevatn через відвідний тунель довжиною 1,1 км з перетином 90 м2.
Видача продукції відбувається по ЛЕП, розрахованій на роботу під напругою 300 кВ.